# Chœur symphonique de Liège
 (juillet 2008).
Si vous disposez d'ouvrages ou d'articles de référence ou si vous connaissez des sites web de qualité traitant du thème abordé ici, merci de compléter l'article en donnant les références utiles à sa vérifiabilité et en les liant à la section « Notes et références ».
Créé en octobre 1986, par Pierre Thimus qui en assume la direction, le Chœur symphonique de Liège a notamment été invité  en 1990 à illustrer l'office des Rameaux à Notre-Dame de Paris. 
Par la suite, il s'est spécialisé dans l'interprétation de messes et oratorios avec solistes et orchestre en parcourant le répertoire classique et romantique. À son répertoire, la Messe du solo d'orgue et le Requiem de Mozart, la Messe Nelson et le Stabat Mater de Haydn, les Messes en fa et en mi bémol, le Stabat Mater de Schubert, la Missa solemnis de Beethoven, l’Oratorio de Noël de Saint-Saëns, le Magnificat de Carl Philipp Emanuel Bach, le Requiem de Fauré, la Petite messe solennelle de Rossini, le Te Deum de Dvořák, le Lauda Sion et Paulus de Mendelssohn, Carmina Burana de C. Orff, deux créations mondiales: « Cristellane » de Luc Baiwir et « Harmonies nocturnes » du compositeur français André-Jean Smit (né en 1926). Les concerts du Chœur symphonique de Liège se donnent toujours en partenariat avec l'orchestre Convivium. 

## Discographie
- Mozart, Messe du solo d'orgue, Regina Coeli ... 1995
- Luc Baiwir, Cristellane (solistes, chœur et orchestre) 2005 - Westland music 053